# المركز الدولي لبحوث المرأة(ICRW)
المركز الدولي لبحوث المرأة (ICRW) هو منظمة غير ربحية، المقر الرئيسي له يقع في واشنطن بالولايات المتحدة الأمريكية، ويوجد مكتب إقليمي في العاصمة الهندية نيودلهي؛ إلى جانب مكاتب خاصة بمشروعاتِه في مومباي وحيدر آباد بالهند، ويسَعي المركز لتأسيس وجود رسمي له في شرق أفريقيا. كما أنه يهتم بتعزيز وتنمية المساواة بين الجنسين في مجال التنمية الدولية.

## الأهداف
طبقًا لما هو مذكور على موقع الرسمي؛ فإن المركز يعمل على تمكين المرأة وتحقيق المساواة بين الجنسين ومحاربة الفقر في الدول النامية. ولتحقيق تلك الرؤية عليه أن يعمل مع شُركاء للتوصل إلى أبحاث تجريبية والحصول على القُدرة والتأييد بالأدلة القائمة والطرق العملية للتمكّن من تغيير السياسات والأنظمة.

## القضايا التي يُركز عليها
فهو يوضح مساهمة النساء في مجتمعاتهن كما يبحث في عوائقهِن أيضًا التي قد تمنعهن من الاستقرار الاقتصادي والمشاركة الفعالة مثل الإصابة بمرض الإيدز أو التعرض للعنف أو نقص التعليم، لذا فهو يُركز على ثلاث محاور لتحقيق ذلك:
- بناء أساس واضح وخطط سليمة للمتبرعين وصُناع السياسات من أجل تمكين النساء لقيادة حياتهن ومُساعدتهن على تكوين مستقبل مجتمعاتهن.
- قياس التغييرات في حياة النساء والفتيات(كذلك في حياة الرجال والأولاد)لمعرفة أفضل طُرق الوصول إلى المساواة بين الجنسين.
- التوصية بالأولويات السياسية التي قد توفر للمرأة فُرصًا لتغيير حياتها.

ومن ضمن أولوياته أيضًا التمكين الاقتصادي للمرأة ووقاية النساء والفتيات من الإيدز والقضاء على العنف ضد المرأة وخلق فُرص لتحسين حياة النساء والفتيات ومقاومة زواج الأطفال وزيادة الأمن الغذائي للنساء الضعيفات.
والمركز بالأصل عبارة عن مؤسسة للأبحاث، وأبحاثه القوية كميًا ونوعيًا تساهم بشكل مباشر في خط سير العمل لدى المنظمات والمجتمعات التي يعملون معها.
وشعاره(نحوّل الفكرة إلى مبادرة).

## القيادة
تقود المركز الدكتورة سارة ديجنان كامبو الباحثة الاجتماعية التي تم تعيينها بواسطة مجلس الإدارة عام 2010 وعملت سابقًا كمديرة عمليات بالمركز في عهد المديرة التنفيذية السابقة جريتا روو ؛ ثم عملت كرئيسة مؤقَتة ومديرة عمليات بعد أن استقَالت المديرة السابقة في 2010.
وقد انضمَت سارة ديجنان كامبو للمركز عام 2002, وبصفتها مديرة العمليات فقد أدارت الأبحاث والبرامج، بجانب أمور الماليات وقسم الموارد البشرية كما قادت المكتب الإقليمي الآسيوي في نيودلهي بالهند. وقبل ذلك شغلت منصب نائب رئيس الصحة والتنمية، وأشرفت على أبحاث خاصة بمرض الإيدز والصحة الإنجابية والتغذية والنوع الاجتماعي والعنف ضد المرأة بالإضافة إلى أبحاث أخرى عن حقوق المرأة.
عام 2012 قام الرئيس الأمريكي باراك أوباما بتعيينها في مجلس التنمية العالمي التابع له، الذي يعمل بدوره كمجلِس استشاري خاص بكيفية تحسين المساعدات الخارجية الأمريكية.وعام 2010 تم تعيينها من قِبَل وزيرة الخارجية الأمريكية هيلاري كلينتون لكي تُمثِل (ICRW) في منظمة اليونيسكو. وهي حاصلة على درجة الدكتوراة في سياسة الصحة الدولية وماجستير في الصحة العامة من جامعة بوسطن وتخرجت من جامعة كونيتيكت بعد أن حصلت منها على بكالوريوس في اللغة الفرنسية. وهي رابع رئيسة للمركز منذ 40 عاما.
أما في آسيا فتدير المكتب الإقليمي رافي فيرما ومكتب أفريقيا تقوده ستيلا موكاسا.

## مجلس الإدارة
تمت إدارة المركز بواسطة العديد من الناشطين والمميزين في مجال التنمية الدولية سواء من القطاع الخاص أو من الحكوميين مثل(أمارتيا سن الفائز بجائزة نوبل في الاقتصاد، الكاتبة آن كريتيندين، بروك شيرر المتوفى في 19 مايو 2009 وزوجة ستروب تالبوت مديرة معهد بروكينجز.
تشكيل مجلس الإدارة لعام 2018:
- سكوت جاكسون (رئيس)
- بيشنس ماريم بال (نائب رئيس)
- كارول ديكيرت شير
- ترفور جاندي
- القاضية: نانسي جيرتنر (متقاعدة)
- مارجيكي جورجينز دوبري
- نايلة كابير
- جينيفر كلاين
- كين ليمان
- هافن لي
- مهروترا
- بيكينز

### ضباط المجلس
- سارة دجنان كامبو (الرئيس)
- باتريشيا دوناس
- جوليا دروست

يستضيف المركز الدولي لبحوث المرأة سلسلة سنوية من محاضرات ايريني تينكر في فصل الخريف، وقد تمت تسميتها باسمها تكريما لها حيث تعد أحد مؤسسي وداعمي  المركز الدولي لبحوث المرأة ومؤيديها. تضمنت سلسلة المحاضرات متحدثين مثل ماري روبنسون وتعد رئيسة أيرلندا السابقة، والحائزة على جائزة نوبل في الاقتصاد أمارتيا سين. كما تكرم المنظمة الأفراد ذوي الشأن الذين قدموا مساهمات في مجالي النوع الاجتماعي والتنمية وذلك بجوائزها السنوية لأبطال التغيير.

## محاضرات وأحداث سنوية
يقيم المركز سنويًا سلسلة محاضرات سُميَّت بمحاضرة د/ إريني تينكر Irene Tinker وذلك تخليدًا لدورها وإسمها لأنها تعتبر من أهم مؤسسي وداعمي المركز.
وتضم هذه المحاضرات العديد من المُتحدثين مثل ماري روبنسون رئيسة أيرلندا السابقة، وأمارتيا سن الحائز على جائزة نوبل في الاقتصاد. كما تُكرم المنظمة الأفراد المساهمين في مجال التنمية والنوع الاجتماعي من خلال إعطائهم جوائز أبطال التغيير السنوية.